# Buffalo, Texas
Buffalo là một thành phố thuộc quận Leon, tiểu bang Texas, Hoa Kỳ. Năm 2010, dân số của xã này là 1856 người.

## Dân số
- Dân số năm 2000: 1804 người.
- Dân số năm 2010: 1856 người.